# Dnyaneshwar Agashe
Dnyaneshwar Agashe (17 avril 1942 - 2 janvier 2009) était un homme d'affaires indien, joueur de cricket, administrateur de cricket et philanthrope,. Il a été vice-président du conseil de contrôle du cricket en Inde de 1995 à 1999. Il a été président et directeur général du Brihan Maharashtra Sugar Syndicate Ltd. et fondateur de la Banque Suvarna Sahakari,. Il était le fils de Chandrashekhar Agashe. Il a fourni une assistance financière à la Société géologique de France pour ses recherches en 1994.